# Kiss (L'Arc~en~Ciel)
Kiss è l'undicesimo album del gruppo giapponese dei L'Arc~en~Ciel. È stato pubblicato il 21 novembre 2007 dalla Ki/oon Records, ed ha raggiunto la prima posizione della classifica Oricon, rimanendo in classifica per sedici settimane e vendendo 327 496 copie.

## Tracce
1. Seventh Heaven - 5:01
2. Pretty Girl - 3:17
3. My Heart Draws a Dream - 4:16
4. Sunadokei (砂時計) - 4:35
5. Spiral - 4:01
6. Alone en la Vida - 5:12
7. Daybreak's Bell - 4:11
8. Umibe (海辺) - 4:33
9. The Black Rose - 3:38
10. Link -Kiss Mix- - 4:46
11. Yuki no Ashiato (雪の足跡) - 4:47
12. Hurry Xmas - 4:49